# Silifke
Silifke (grec: Σελεύκεια, Seleucia ou Seleukeia; latin: Seleucia ad Calycadnum), l'ancienne Séleucie d'Isaurie, est une ville et un district du centre de la province de Mersin (Turquie), située à 80 km à l'ouest de la ville de Mersin. Elle est traversée par la rivière Göksu.

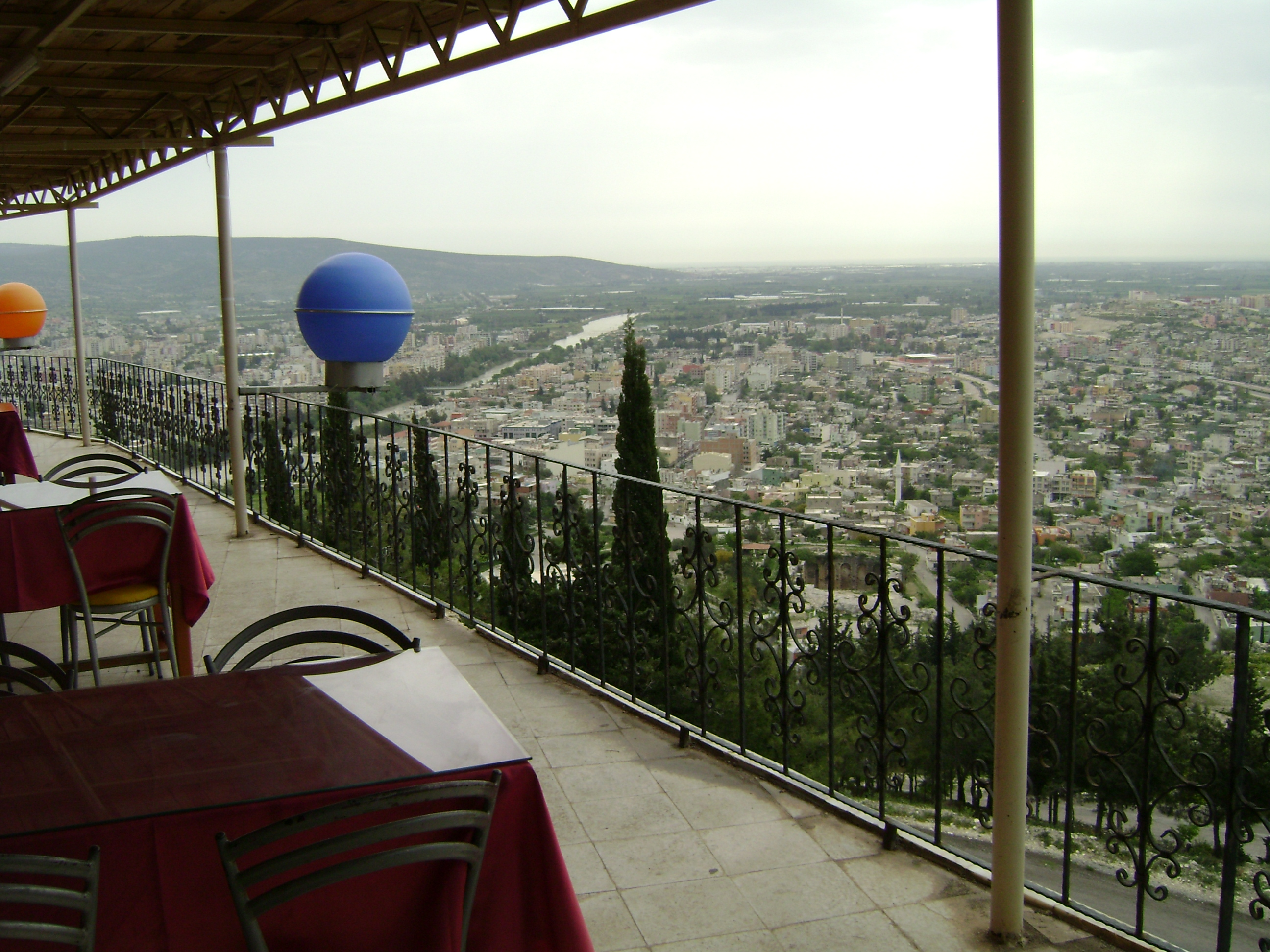
Panorama de la ville depuis le château.

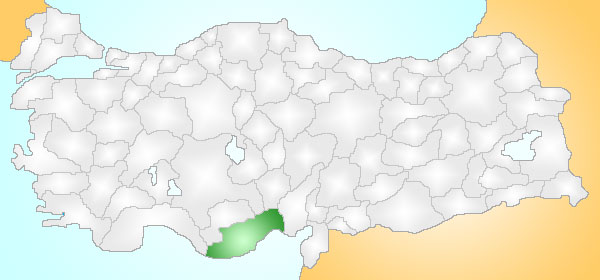
Région de Mersin dans laquelle se situe Silifke

Silifke compte nombre de bâtiments anciens, remontant à la Rome antique, aux Empires byzantin puis ottoman.

## Étymologie
Le nom de Seleucia vient de Séleucos Ier Nicator, fondateur de la dynastie Séleucides qui donna son nom à de nombreuses villes.

## Culture
Silifke et ses environs abritent des constructions anciennes, comme un pont romain et un Temple de Jupiter (Silifke) (en), le château de Silifke ou encore le canal qui alimentait la citerne byzantine. Par ailleurs, au Sud de Silifke se trouve le site de Ayatekla (Sainte Thècle), qui fut un lieu de pèlerinage important du christianisme primitif.
Atatürk a vécu à Silfike en 1925 avec son épouse.
Silifke est aussi le nom d'une danse folklorique, durant laquelle le danseur utilise des cuillères,.

## Histoire
Silifke a fait successivement partie de :
1. Lydie et Empire hittite
2. Ancienne Grèce
3. Empire romain
4. Empire byzantin
5. Sultanat de Rûm
6. Bejlik de Karamanoğulları
7. Empire ottoman
8. Turquie

### Antiquité
Un concile y est organisé en septembre 359 à la demande de l'empereur Constance II, qui souhaite mettre fin aux divisions provoquées par la controverse arienne dans l'Église. Si une majorité d'évêques participant se prononcent en faveur du symbole de Nicée au terme des débats, ceux-ci sont forcés par l'empereur d'adopter un nouveau credo compatible avec l'arianisme.

## Galerie

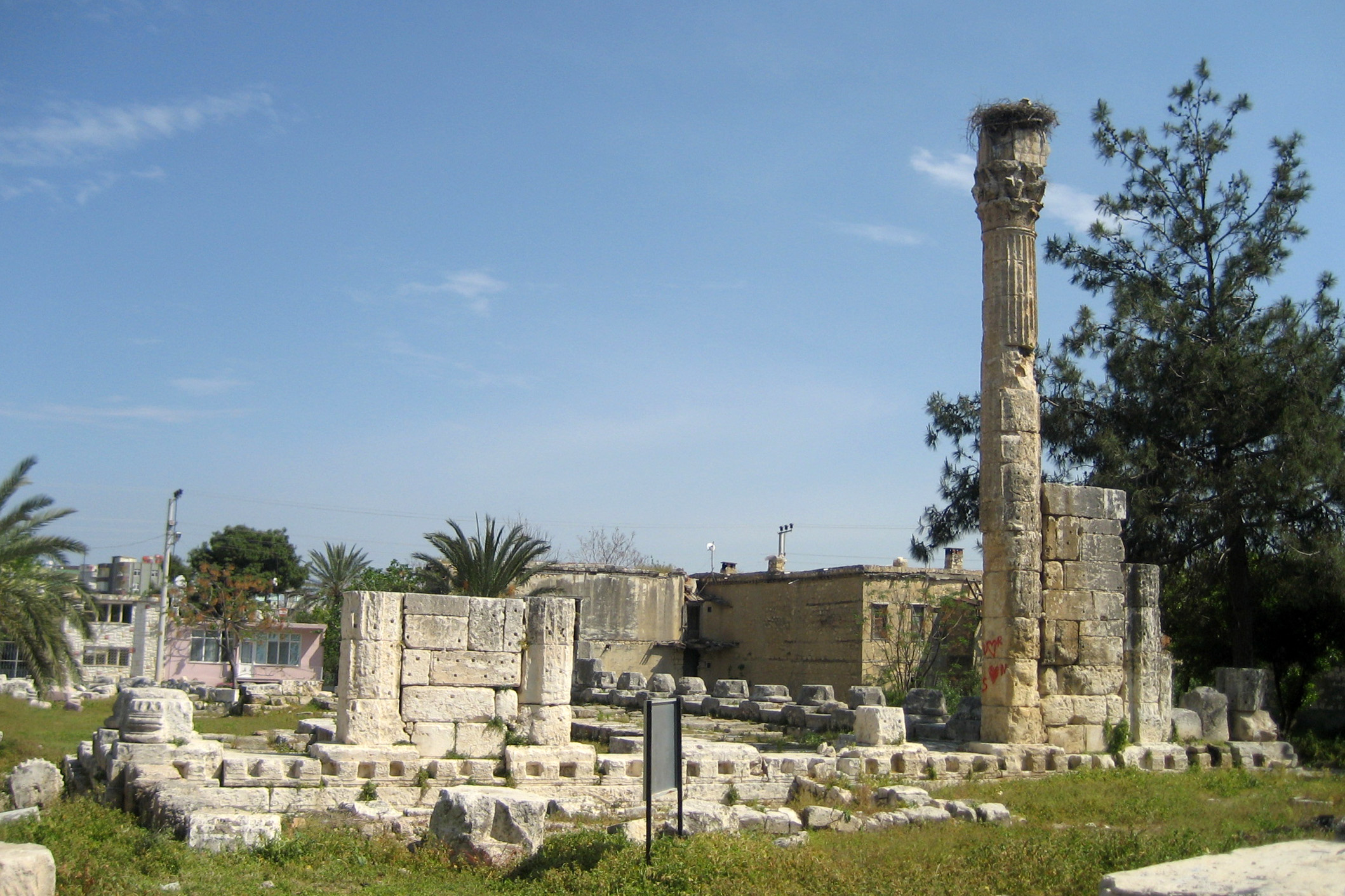
Restes du temple de Jupiter.
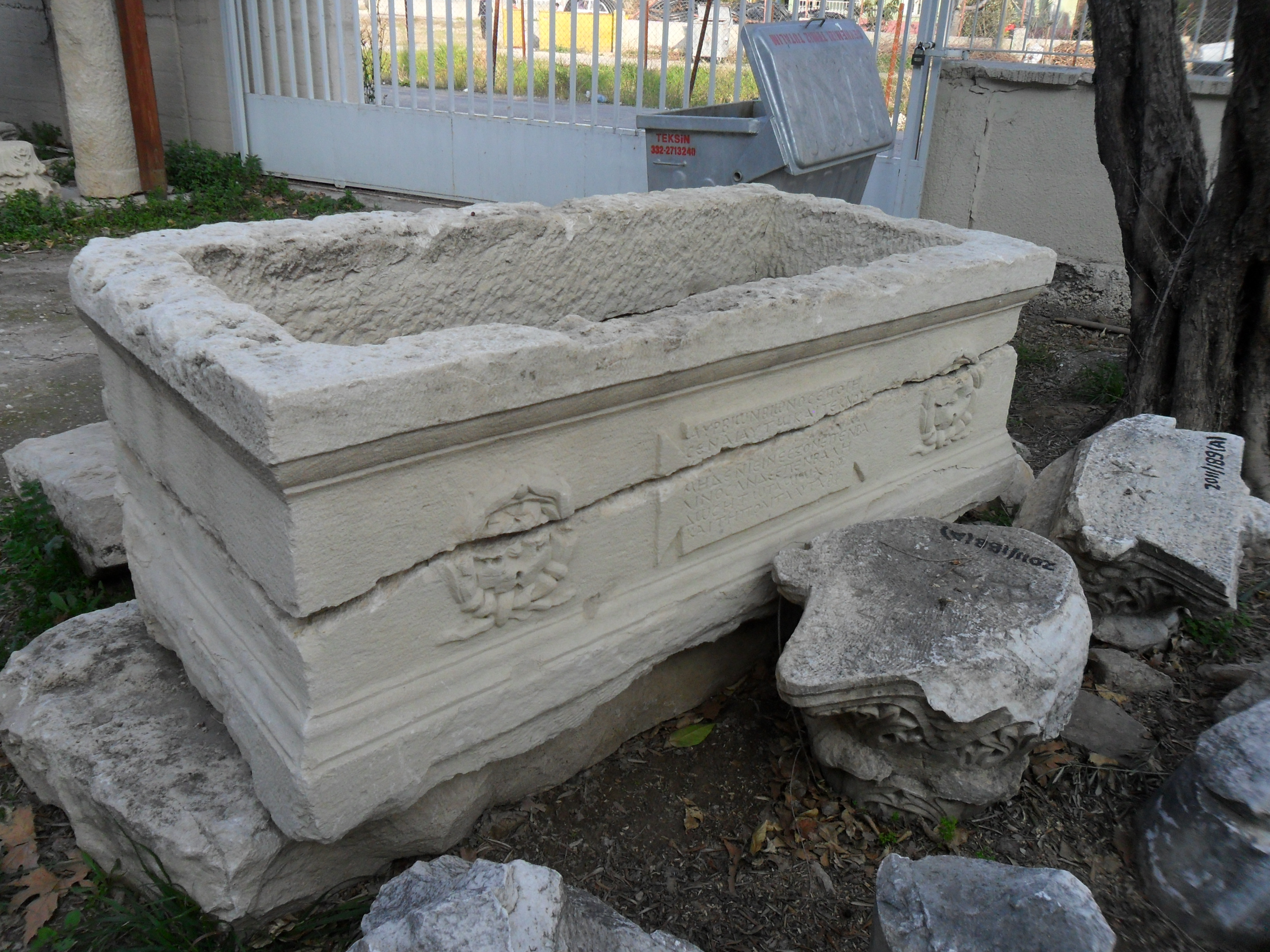
Sarcophage romain (musée de Silifke)
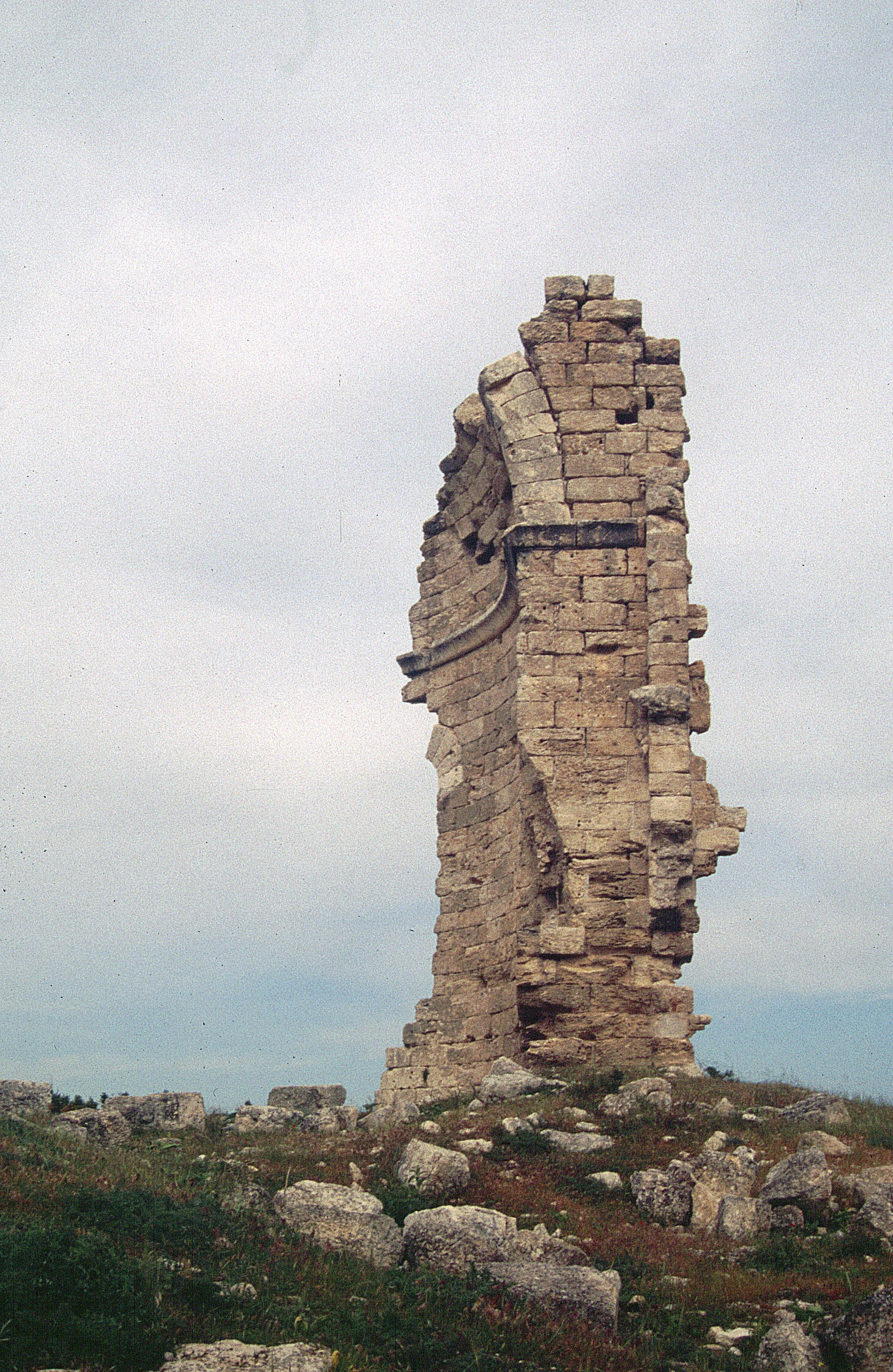
Reste du mur de l'abside d'une des basiliques du site d'Ayatekla.
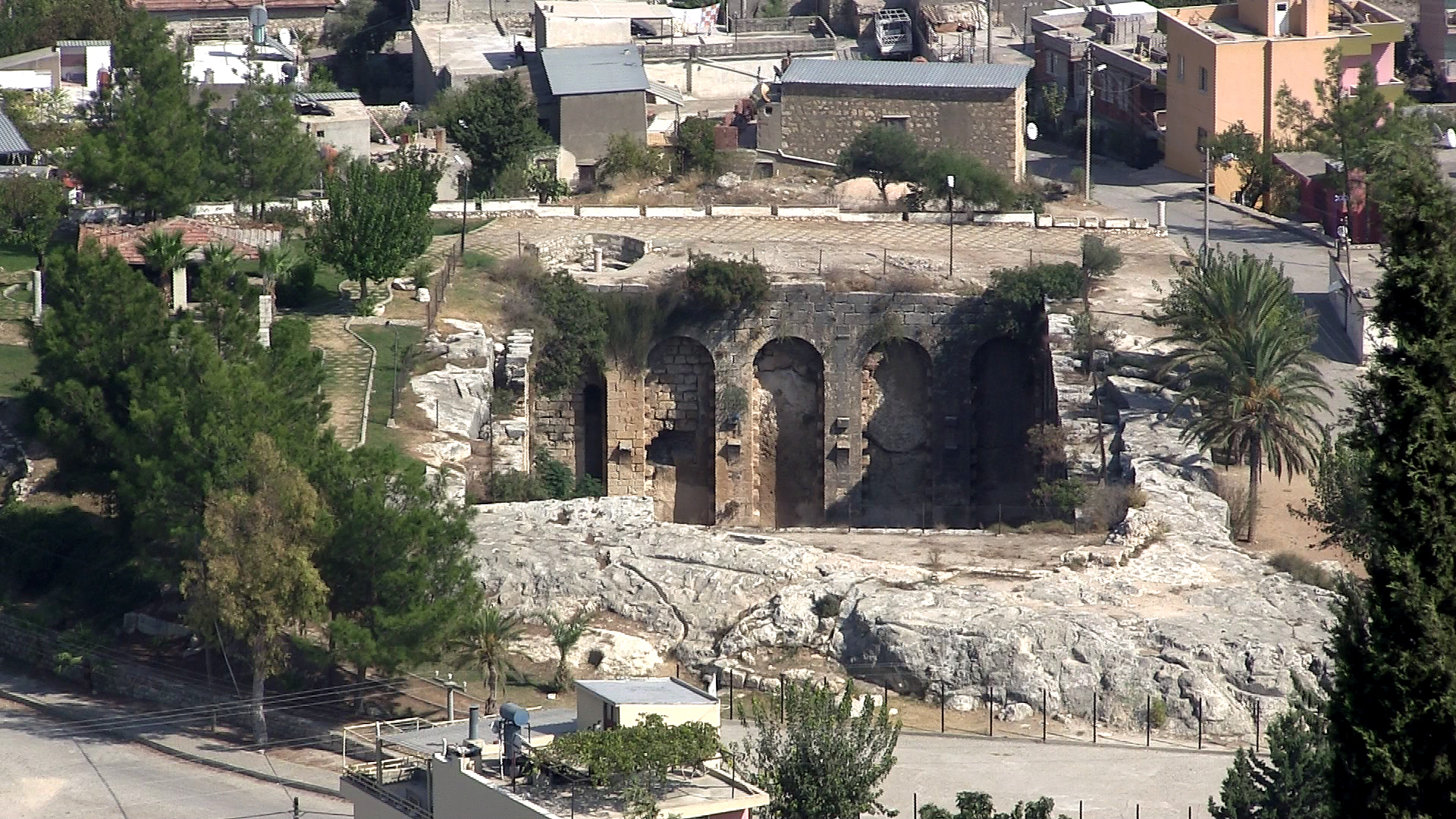
Citerne byzantine. Au centre de la plateforme, l'escalier en colimaçon qui mène au bassin.
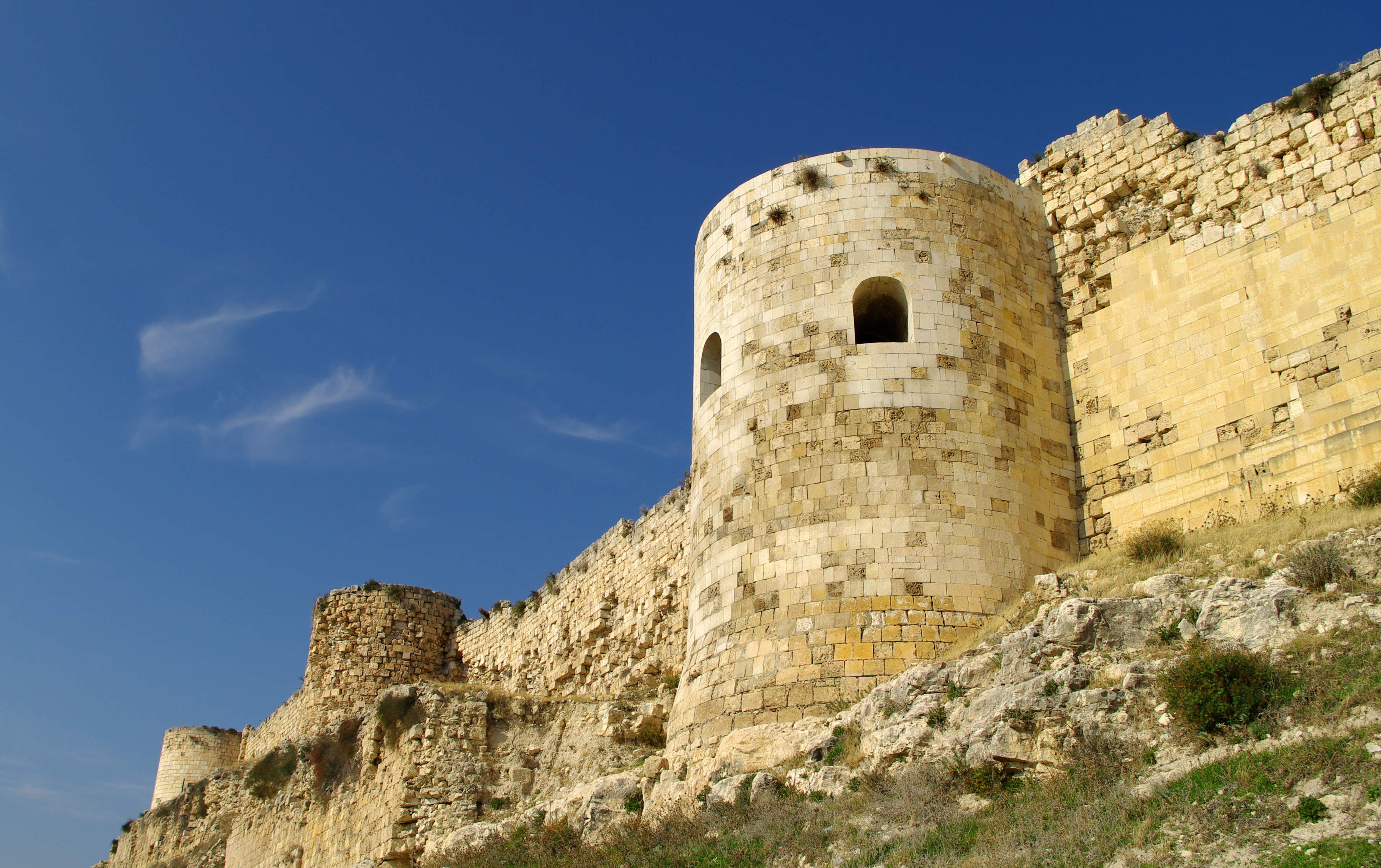
Mur et tours (23 au total) de la forteresse médiévale.
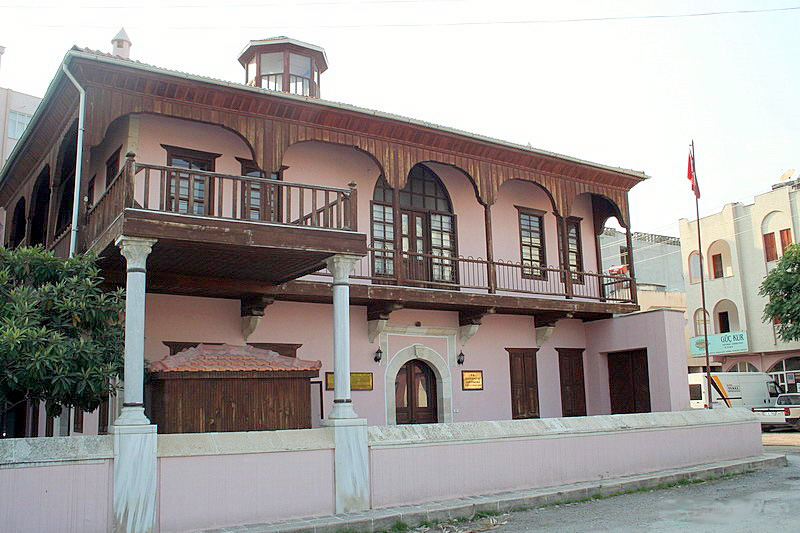
Maison d'Atatürk, aujourd'hui musée Atatürk.